# Chemtrails
Teorija zarote chemtrails (običajno prevajano kemične sledi) je teza, da so nekatere sledi, ki jih za seboj puščajo letala, v resnici kemično orožje ali biološki agens, namerno razpršen v ozračje (s pomočjo škropljenja ali pa mešanja z letalskim gorivom), in to z namenom, ki ni znan široki javnosti in ki ga poznajo in upravljajo le nekateri vladni uslužbenci, zlasti zahodnih držav. Teorijo so različni znanstveniki večkrat ovrgli: takšne sledi naj bi bile le običajne kondenzacijske sledi letal.
Zaradi popularnosti teorije zarote so uradne ustanove v številnih državah prejele mnogo vprašanj od oseb, ki so zahtevale razlago. Znanstveniki in državni uradniki so vedno znova morali pojasnjevati razloge, vztrajno trdeč, da tako imenovani »chem trails« (kemične sledi) v resnici niso nič drugega kot običajne kondenzacijske sledi reaktivnih letal (angl. contrail, »condensation trail«), ki so zaradi vlažnega zraka dolgotrajno obstojne. Tako v svoji analizi konkretnega pojavljanja sledi trdijo tudi slovenski metereologi.
Izraz chemtrail je sestavljanka iz delov besed »chemical« (angl. kemičen) in »trail« (angl. sled), podobno kot je beseda contrail sestavljenka iz »condensation trail« (angl. kondenzacijska sled). Izraz se ne nanaša na druge oblike zračnega škropljenja, kot npr. škropljenje proti škodljivcem oz. plevelu v kmetijstvu, sejanje oblakov (z namenom vpliva na vreme: povečevanje količine padavin ali omejevanje megle v bližini letališč), umetniško pisanje po nebu z namernim puščanjem dima z letala, ali pa na zračno gašenje požarov – izraz se izrecno nanaša na zračne sledi, ki naj bi v višjih zračnih plasteh nastale namenoma s pomočjo sistematičnega izpuščanja v običajnih kondenzacijskih sledeh sicer neprisotnih kemičnih snovi, kar se bi na koncu pokazalo kot nenavadni zračni trakovi. Podporniki te teorije trdijo, da so v ozadju teh aktivnosti različni cilji: želja po uravnavanju moči sonca, psihokemično vplivanje na prebivalstvo, uravnavanje števila prebivalstva, vpliv na vreme ali biološko oziroma kemično bojevanje, in da te sledi povzročajo bolezni dihal ter druge zdravstvene težave.

## Pregled
Teorija zarote chemtrails se je začela širiti leta 1996, ko so Letalske sile ZDA (USAF; United States Air Force) obtožili »škropljenja prebivalstva ZDA s skrivnostnimi snovmi« iz letal »ki ustvarjajo nenavadne vzorce kondenzacijskih sledi«. V letalskih silah so izjavili, da so te obtožbe prevara, ki jo delno podžigajo odlomki strateškega osnutka ameriške Letalske univerze z naslovom Vreme kot pomnoževalnik moči: obvladovanje vremena leta 2025 (Weather as a Force Multiplier: Owning the Weather in 2025). Razprava je nastala kot odgovor vojaški zahtevi po osnutku bodočega strateškega sistema za spreminjanje vremena z namenom ohranjanja vojaške premoči ZDA leta 2025, in opisan kot »izmišljeni opis bodočih situacij/scenarijev«. Letalske sile so podrobneje pojasnile, da dokument »ne odslikava trenutnih vojaških doktrin, praks, ali zmožnosti,« in da letalske sile »ne izvajajo nikakršnih poskusov ali programov spreminjanja vremena in da nima nikakršnih načrtov za tovrstne aktivnosti v prihodnje.« Dodatno letalske sile trdijo, da so prevaro chemtrails preučile in zavrnile številne priznane univerze, znanstvene ustanove, in glavni mediji.
Članek v reviji Skeptical Inquirer govori o tem, da so s teorijo zarote pričeli »preiskovalni novinarji« kot William Thomas, kasneje pa jo je razširjal nočni radijski moderator Art Bell. Podporniki teorije trdijo, da imajo kondenzacijske sledi po letu 1995 drugačno kemično sestavo in da na nebu vztrajajo znatno dlje, pri tem pa vedno znova zanemarjajo dejstvo, da so se z dolgo obstojnimi sledmi letal srečevali že med drugo svetovno vojno (na sliki desno in spodaj).
Ko so v Veliki Britaniji vprašali Ministrstvo za okolje, hrano in kmetijske zadeve, »kakšne raziskave je Ministrstvo izvedlo na temo onesnaževalnih učinkov kemičnih sledi letal«, je odgovor bil »Ministrstvo ne raziskuje tovrstnih sledi letal, saj s strani znanstvenih krogov niso bili prepoznani kot obstoječ pojav« in da so izvedli le raziskavo na temo »kako nastajajo kondenzacijske sledi in kakšen vpliv imajo te sledi na ozračje«.
Kot odgovor na peticijo zaskrbljenih kanadskih državljanov, ki jih je skrbelo zaradi »kemikalij, uporabljenih pri zračnem škropljenju z namenom vplivanja na zdravje Kanadčanov«, je vodja vladne službe odgovoril z navedbo, da »ni zaznanih dokazov, znanstvenih ali drugih, ki bi podpirali obtožbe, da se na velikih višinah v Kanadi izvaja škropljenje. Izraz chemtrails je priljubljen pojem, in vendar ni nikakršnih znanstvenih dokazov, ki bi podpirali njihov obstoj.« Vodja službe je nadaljeval, da »je naše prepričanje, da vlagatelji peticije opazujejo običajne letalske kondenzacijske sledi, t. i. contrails.«
Po internetnih straneh, radijskih in TV oddajah krožijo različne verzije teorije zarote chemtrails. V nekaterih izmed teh izvedb so kemikalije opisane kot soli aluminija in barija, polimernih vlaken, torija, ali silicijevega karbida. V drugih primerih obtožba vsebuje trditev, da se po nebu razsejujejo z elektroprevodnimi materiali kot del ogromnega elektromagnetnega superorožja, zasnovanega okoli programa HAARP. Tisti, ki v zaroto verjamejo, trdijo, da so chemtrails strupeni, toda z njihove strani podani razlogi se zelo razlikujejo in segajo od testiranja vojaških orožij preko kemičnega nadzora nad številom prebivalstva do ukrepov za preprečevanje globalnega segrevanja. Znanstveniki in ameriške zvezne agencije brez odklonov zanikajo obstoj chemtrails, in navajajo, da gre za običajne kondenzacijske sledi. S širjenjem zarote v javnosti so državljani uradne organe zasuli s klici in pismi. Odgovor, ki ga je z namenom utišanja govoric skupno pripravilo več ustanov, so leta 2000 objavili: ameriška zvezna agencija za zaščito okolja (EPA), zvezna agencija za letalstvo (FAA), zvezna uprava za vesolje (NASA) in uprava za oceane in atmosfero (NOAA). Korak so zagovorniki teorije prepoznali kot nadaljnji dokaz o obstoju vladne strategije prikrivanja.
Podporniki teorije trdijo, da lahko sledi chemtrails od običajnih kondenzacijskih sledi ločimo po njihovi dolgotrajni obstojnosti, saj trdijo, da so sledi chemtrails tiste sledi, ki lahko obstajajo tudi po pol dneva ali pa se pretvorijo v cirusne oblake. Nasprotniki in meteorologi pojav opisujejo z običajno tvorbo oblakov ob različnih pogojih v ozračju in dolgotrajno obstojnost pripisujejo občasno prisotni visoki zračni vlažnosti v višini leta letal.
Leta 2001 je ameriški kongresnik Dennis Kucinich predstavil dokument H.R. 2977 (107th) »Zakon za ohranitev vesolja« (Space Preservation Act of 2001), ki bi za stalno prepovedal namestitev orožij v vesolje in v katerem je izrecno navedel chemtrails kot eno izmed »eksotičnih orožij«, ki bi jih bilo potrebno prepovedati. Zagovorniki so hitro prepoznali to nedvoumno navedbo kot uradno vladno priznanje obstoja chemtrails programov. Skeptiki ob tem opozarjajo, da so v dokumentu navedena »zunajzemeljska orožja« in »okoljska, podnebna in tektonska orožja«. Ukrep ni prejel podpore ameriškega obrambnega ministrstva in je obstal v komisiji, ob predlaganih (sicer na koncu neuspešnih) naslednjih verzijah predloga zakona pa o chemtrails orožjih ni bilo več sledu.

## Kondenzacijske sledi proti kemičnim sledem
Contrails, kondenzacijske sledi, so črte utekočinjene (s tujko: kondenzirane) vodne pare, ki jo na večjih višinah ustvari letalo ali raketa. Izraz chemtrail je sestavljanka iz besed »chemical« (kemičen) in »trail« (sled), ravno tako kot je beseda contrail okrajšava iz 'condensation trail'. Te kondenzacijske sledi na večjih višinah so rezultat običajnih izpuhov vodne pare iz batnih ali reaktivnih motorjev, pri čemer se voda okoli delcev nečistoč v izpuhu utekočini v viden oblak. Kondenzacijske sledi se oblikujejo, ko se vroč vlažen zrak iz motorjev zmeša s hladnejšim okoliškim zrakom. Stopnja razpadanja teh sledi je popolnoma odvisna od vremenskih okoliščin in višine. Če je ozračje blizu nasičenosti z vlago, so kondenzacijske sledi obstojne kar nekaj časa. Obratno, če je ozračje suho, se bo kondenzacijska sled razkrojila hitro. Pojav so na primeru slik sledi, izdelanih na določljiv datum in uro, in analize ozračja v tem času razložili tudi slovenski meteorologi v svojem sestavku.
Med strokovnjaki za ozračje je prav tako splošno sprejeta trditev, da te sledi ne samo, da so obstojne po več ur, temveč tudi, da se razširijo in oblikujejo cirusne pasove. Različno veliki ledeni kristali v teh sledeh se nato spuščajo z različnimi hitrostmi, kar se nato kaže v navpični razpršenosti kondenzacijske sledi. Nato razlike v smereh in hitrosti vetrov botrujejo nadaljnji razpršitvi kristalov, kar na koncu na nebu vidimo kot več kilometrov razpršeno sled. Mehanizem je v osnovi podoben načinu nastanka cirusnih oblakov. Kondenzacijske sledi med 7.500 in 12.000 metri višine se zelo pogosto združijo v skorajda enakomerno polprosojno kopreno. Kondenzacijske sledi se lahko bočno razširijo na več kilometrov in pri primerno gostem prometu se lahko razširijo po vsem nebu, kar dodatno ščiti nove sledi in s tem omogoča njihov obstoj po več ur.
Strokovnjaki za ozračne pojave trdijo, da chemtrails v resnici ne obstajajo in da so njim pripisane lastnosti v resnici običajne lastnosti kondenzacijskih sledi, ki se obnašajo različno glede na različne okoliščine (sončna svetloba, temperatura, vodoravna in navpična hitrost vetra, stopnja vlažnosti) na višini leta letala. Strokovnjaki trdijo, da kar se na prvi pogled zdi kot vzorec kondenzacijskih sledi, je v resnici rezultat rastočega letalskega prometa, ki poteka znotraj vnaprej določenih koridorjev, in da je za opazovalca s tal težko določiti razlike med višinami posameznih sledi. Skupno izdana publikacija z dejstvi, ki so jo leta 2000 pripravile zgoraj omenjene ameriške ustanove NASA, EPA, FAA, in NOAA in 2000 kot odgovor na alarme zaradi kemičnih sledi, podrobno razlaga znanstveno podlago za oblikovanje kondenzacijskih sledi, in okvirno nakazuje možne in obstoječe vplive, ki jih kondenzacijske sledi imajo na temperaturo in podnebje. Zračne sile ZDA v enem svojih dokumentov prav tako opisujejo pojav kondenzacijskih sledi, ki ga spremljajo že od leta 1953. Dokument tudi neposredno omenja teorijo chemtrails kot prevaro in zanika obstoj sledi chemtrails.
Patrick Minnis, podnebni strokovnjak pri Nasi, naj bi za časopis USA Today izjavil, da logika ne ovira večine podpornikov teorije chemtrails: »Če poskušate zagovornike prepričati v nasprotno in razložiti stvari, odvrnejo 'Dobro, tudi ti si samo del zarote.'«
Analiza možnosti uporabe komercialnih letal za uravnavanje podnebja je pokazala njihovo splošno neuporabnost za te namene.

## Lažni dokazi kemičnih sledi
Fotografije sodov v potniškem prostoru potniških letal za namene letalnih testov pogosto predstavljajo kot fotografije posod s snovmi za razprševanje. Resnični namen tovrstnih posod je ponazarjanje teže potnikov ali tovora. Sodi so napolnjeni z vodo, ki se lahko prečrpava iz enega soda v drugega, s tem pa se med letom preizkuša različna težnostna središča in vpliv sprememb na obnašanje letala.
Jim Marrs je leta 2007 na louisianski televizijski postaji predstavil svoje poročilo o dokazih za obstoj kemičnih sledi. V poročilu je objavil, da je analiza zraka, odvzetega izpod na nebu prisotnega vzorca domnevnih sledi chemtrails, pokazala na vsebnost nevarnih količin barija: 6,8 delcev na milijon, trikrat toliko, kot je po ameriških standardih najvišja neškodljiva vsebnost. Kasnejša analiza fotografij je pokazala, da so opremo med testom uporabljali napačno in s tem precenili vsebnost barija za faktor 100 – resnična izmerjena vrednost barija je bila tako običajna, kot tudi varna.

## Več o temi
- Talbot, Margaret (31. avgust 2002). »The H-Word«. The Guardian.